# Relaciones Santo Tomé y Príncipe-Venezuela
Las relaciones Santo Tomé y Príncipe-Venezuela se refieren a las relaciones internacionales que existen entre Santo Tomé y Príncipe y Venezuela.

## Historia
En febrero de 2021, el presidente de la Asamblea Nacional de Santo Tomé y Príncipe, Delfim Santiago das Neves, Jorge Bom Jesus, recibió en audiencia al embajador concurrente designado por Venezuela en el país, Marlon Peña Labrador, después de que fuera acreditado como tal. El primer ministro Jorge Bom Jesus también recibió al embajador en audiencia.

## Misiones diplomáticas
- Venezuela cuenta con una embajada concurrente en Luanda, Angola.[3]